# 粗齿桫椤
粗齿桫椤（学名：Alsophila denticulata）为桫椤科桫椤属下的一个种。